# チンゴリ
チンゴリ（伊: Cingoli）は、イタリア共和国マルケ州マチェラータ県にある、人口約9,600人の基礎自治体（コムーネ）。

## 地理

### 位置・広がり
マチェラータ県北部のコムーネ。県都マチェラータから西北西へ21kmの距離にある。

#### 隣接コムーネ
隣接するコムーネは以下の通り。括弧内のANはアンコーナ県所属を示す。
- アピーロ
- アッピニャーノ
- フィロットラーノ (AN)
- イェージ (AN)
- サン・セヴェリーノ・マルケ
- スタッフォロ (AN)
- トレイア

### 気候分類・地震分類
チンゴリにおけるイタリアの気候分類 (it) および度日は、zona E, 2282 GGである。
また、イタリアの地震リスク階級 (it) では、zona 2 (sismicità media) に分類される。

## 行政

### 分離集落
チンゴリには、以下の分離集落（フラツィオーネ）がある。
- Avenale, Botontano, Capo di Rio, Carciole, Castel Sant'Angelo, Castreccioni, Cervidone I, Cervidone II, Civitello, Colcerasa, Colle, Colognola, Grottaccia, Lago Castreccioni, Marcucci, Moscosi, Mummuiola, Pian della Pieve, Piancavallino, Pozzo, Saltregna, San Faustino, San Flaviano, Santa Maria del Rango, Santo Stefano, San Venanzo, San Vittore, Strada (Villa Strada), Torre, Torrone, Troviggiano, Valcarecce

## 文化・観光
「イタリアの最も美しい村」クラブ加盟コムーネである。

## 姉妹都市
- アプリーリア、イタリア 2004年

## 人物

### 著名な出身者
- ティトゥス・ラビエヌス
- ピウス8世 - 18-19世紀の聖職者、ローマ教皇（在位: 1829年 - 1830年）。